# Relcovaptan
Relcovaptan (SR-49059) là một chất đối vận thụ thể vasopressin không peptide, được chọn lọc cho phân nhóm phụ V1a. Nó đã cho thấy kết quả ban đầu tích cực trong điều trị bệnh Raynaud và đau bụng kinh, và như một thuốc giảm đau, mặc dù nó chưa được chấp thuận cho sử dụng lâm sàng.